# مالكوها سيركير
ملكوها سِيرْكِير أو وقواق السِيرْكِير (Taccocua leschenaultii)، هو نوع غير طفيلي من الوقواق، يوجد في غابات الشجيرات الجافة والمواطن المفتوحة في شبه القارة الهندية. هذا النوع طويل الذيل، وله لون زيتوني بني على الجانب العلوي ومنقار أحمر منحني مميز بطرف أصفر. يبحث عن طعامه منفرداً أو في أزواج على الأرض أو بالقرب منها، زاحفاً بين الأعشاب والشجيرات، وغالباً في المواطن الصخرية حيث يتغذى على السحالي الصغيرة والحشرات وأحياناً على التوت والبذور. يتميز بالصمت التام، ولا يوجد فرق في الريش بين الذكر والأنثى.

## الوصف

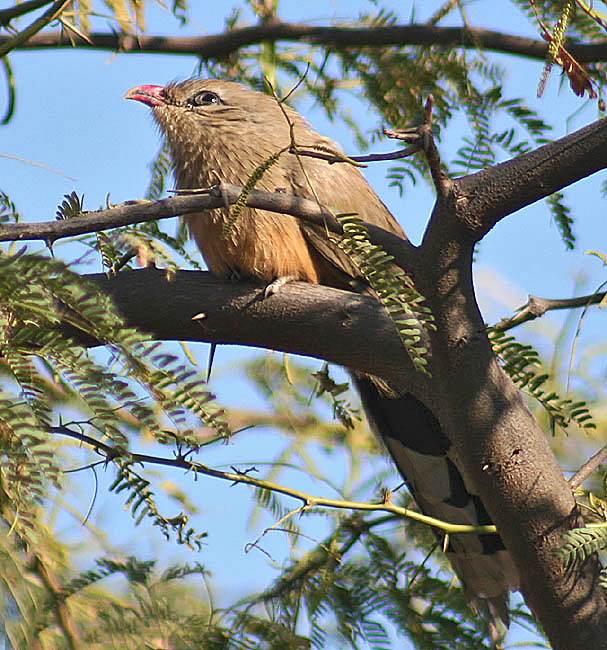
الخط الأبيض الضيق فوق العين مرئي. (في بهاراتبور)

يبلغ طول وقواق السِيرْكِير حوالي 42–44 سنتيمتر (16 1⁄2–17 1⁄4 بوصة)، وله لون بني زيتوني داكن على الظهر والأجنحة والريش المركزي للذيل. الجهة السفلية لونها أحمر صدئ. يظهر بريق أخضر على الأجنحة والأجزاء الداكنة من ريش الذيل. الريش له محاور داكنة تبرز بشكل خاص على الصدر كخطوط. الذيل متدرج (مع الريش الخارجي الذي يصبح أقصر بشكل متتابع) وطرفه أبيض عريض. الأغطية العلوية للذيل طويلة. الذقن والحلق والصدر فاتحة اللون. أبرز ما يميز هذا الطائر هو منقاره الأحمر المنحني بطرف أصفر. العيون محاطة بشعيرات طويلة ومنحنية تشبه الرموش (تتكيف لحماية العيون عند الزحف بين الأعشاب والنباتات) والقزحية لونها بني محمر. هناك خط أبيض قصير وفاتح فوق وأسفل العين، وخط رفيع من الريش الأسود على خط الفم يمتد تحت العين. رقعة داكنة من الجلد العاري حول العين تتضاءل خلفها مما يعزز حجم العين. الأرجل رمادية اللون.
لديهم أقدام زيجوداكتيلية ويتغذون على الأرض، على الصخور أو بين الأعشاب والشجيرات في الغابات الخفيفة وغابات الشجيرات، غالباً في الأراضي التلالية ولكن بشكل عام تحت ارتفاع حوالي 1500 متر فوق مستوى سطح البحر. يتغذون على اليرقات، الحشرات واللافقاريات الأخرى، الفقاريات الصغيرة، وعلى التوت والبذور. عندما يُزعَجون، يزحفون عبر الشجيرات الكثيفة ويركضون على الأرض وكأنهم نمس. طيرانهم ضعيف. عادةً ما يكونون صامتين جداً لكنهم يُصدرون صوت "زويك" منخفض، أو صوت "كيك" أو "كيك" حاد ومكرر بنغمة مشابهة لأصوات ببغاء الدرة المطوقة. الريش الابتدائي عند طرف الجناح من الأطول إلى الأقصر هو 7>6>5>8>4>3>2>1>9>10. يحدث تبديل الريش الأساسي من أغسطس إلى ديسمبر بينما يحدث التبديل الثاني في أبريل.

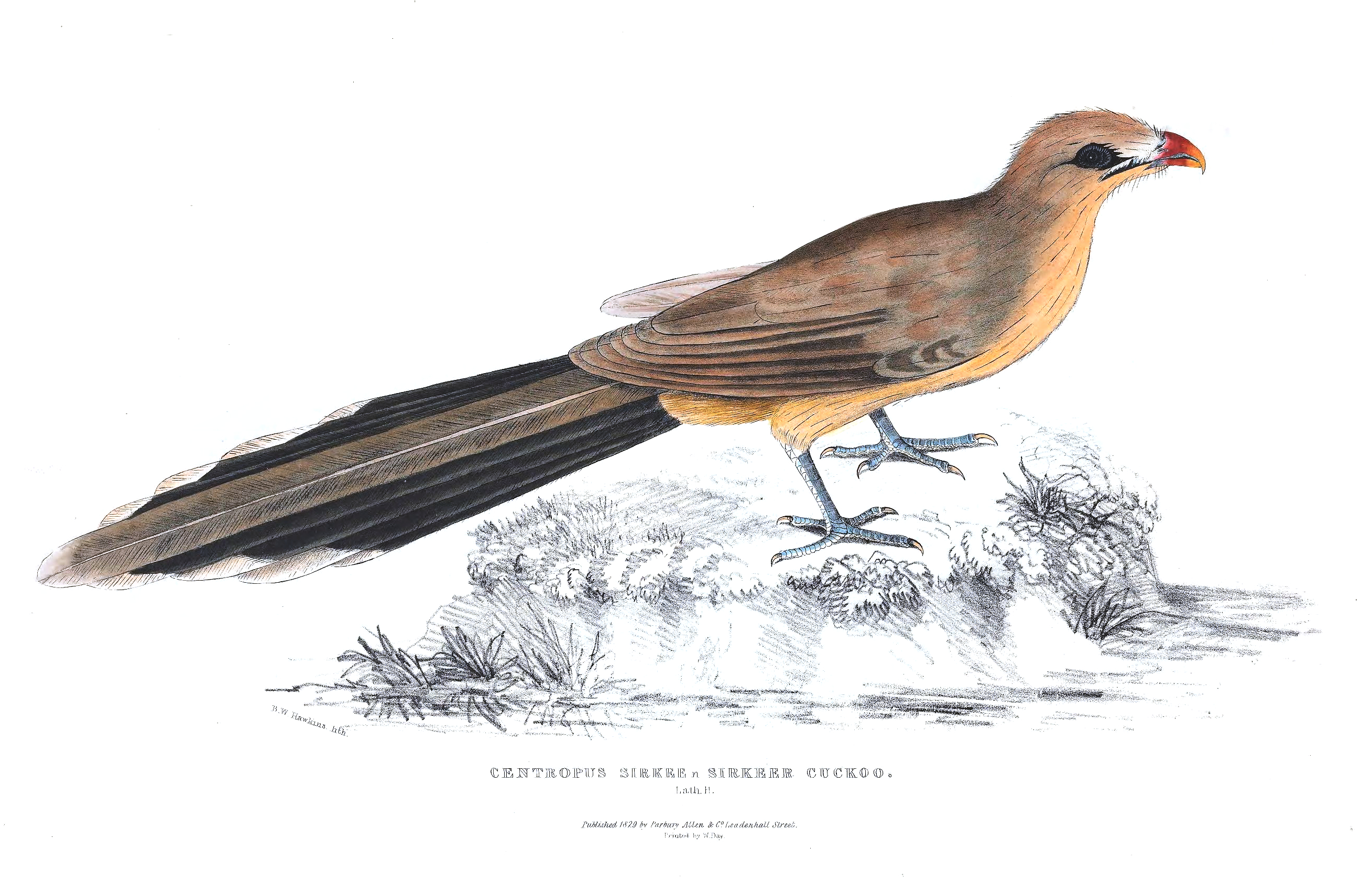
هذه الصورة التي صنعها فنان هندي للجنرال توماس هاردويك استخدمها لاثام في وصفه لما هو الآن تحت النوع السيركي الذي نشره جون إدوارد غراي في عام 1831.

السكان، P. l. sirkee في شمال غرب الهند (راجستان، جوجارات، وسند) فاتحو اللون ولهم حلق وصدر مصفر. السكان في شرق الهيمالايا أغمق وأكبر حجمًا، ويُعتبرون تحت نوع infuscata الذي وصفه إدوارد بليث (يقترح علماء اللاتينية أن يُكتب infuscatus عندما يُستخدم في جنس Phaenicophaeus). النوع الاسمي هو متوسط اللون وموزع عبر شبه القارة الهندية ويمتد إلى سريلانكا.
يُوضع النوع في جنس Taccocua الذي أنشأه ليسون في عام 1831 لكن بعض المؤلفين يضعونه في جنس Phaenicophaeus. تم فصل جنس Taccocua عن Rhopodytes (الذي يندمج عادة في Phaenicophaeus) بسبب أن المنقار أضيق عند القاعدة والفك العلوي مزخرف عند القاعدة. الاسم العام مشتق من الكلمة الفرنسية taco التي تُستخدم للوقواق السحالي في جنس Coccyzus (سابقاً Saurothera) مع الاسم العام Coua بينما يُخلد الاسم النوعي عالم النبات الفرنسي جان بابتيست ليشونولت دو لا تور في حين يُعتقد أن اسم سيركير جاء من الاسم المحلي sirkee المستخدم للطائر في جوجارات رغم أن بلانفورد لاحظ أن الأسماء الهندية المفترضة سوركول أو سيركيا للاثام لم تكن قابلة للتتبع. إحدى النظريات تشير إلى أنهم كانوا يوجدون غالباً في المناطق التي تنمو فيها الأعشاب المعروفة باسم سيركاندا (Saccharum sp.، ربما S. bengalense Retz.) في شمال الهند التي كانت تُصنع منها الحصائر المستخدمة كستائر والمعروفة باسم sirkee (sirkean في الجمع). في شمال الهند، يُعرف محلياً باسم junglee tota بمعنى 'ببغاء (أو درة) الغابة' بناءً على تشابه المنقار مع منقار الدرة المطوقة المعروفة محلياً.

## التوزيع

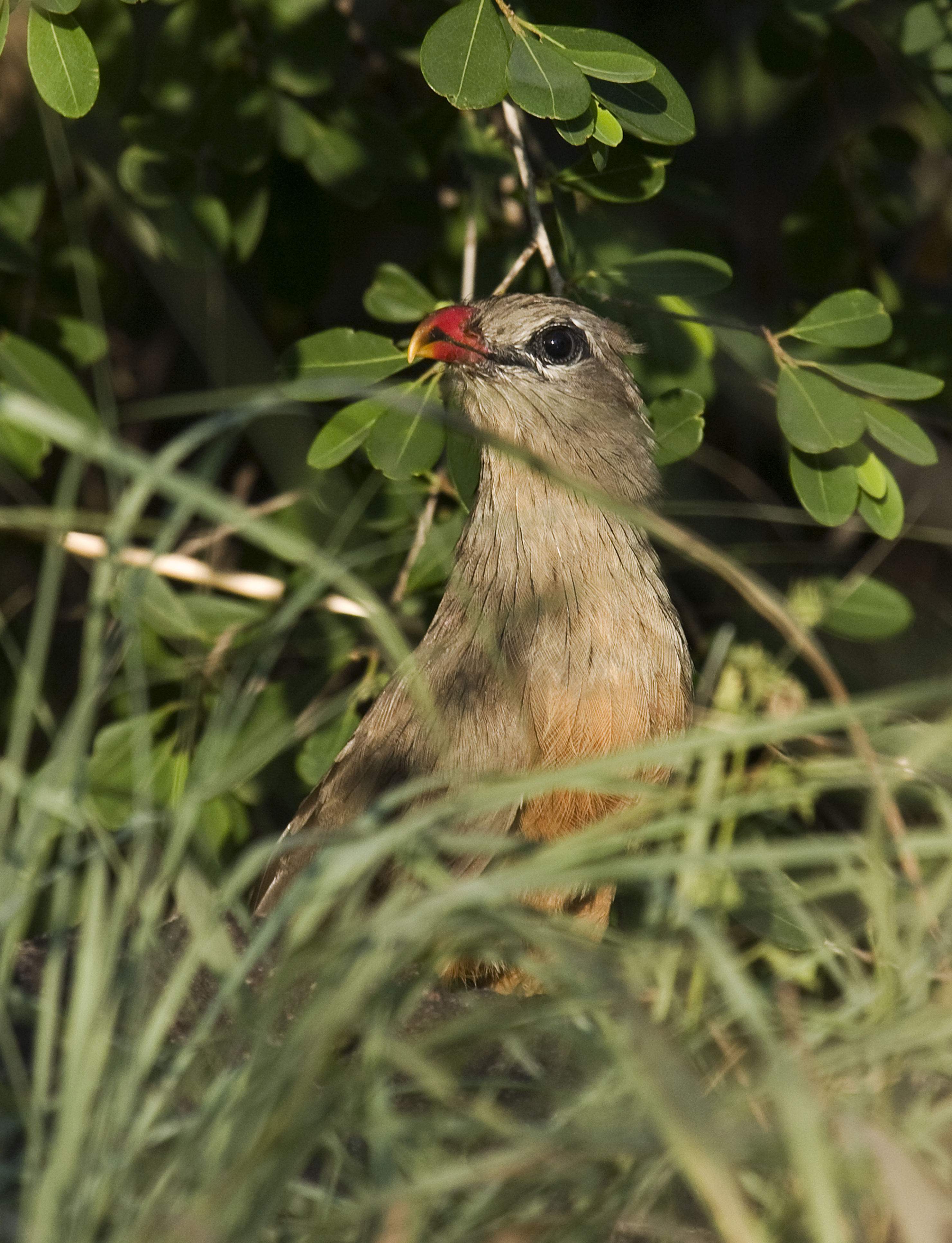
ميل السيركير إلى التخفي بين النباتات، وعادة ما يكون مرئياً لفترة وجيزة فقط

يوجد في جميع أنحاء شبه القارة الهندية، بنغلاديش، سريلانكا؛ بشكل متفرق في باكستان وراجستان. يُعتقد أنهم توسعوا إلى منطقة السند في ثلاثينيات القرن الماضي بعد بناء سد سكر وتمديد الري بالقنوات. تم تحديد ثلاث تحت أنواع، تختلف في اللون لكنها تُظهر تبايناً مستمراً ولا توجد انقطاعات في نطاقات توزيعها.

## التكاثر
هذا الوقواق، مثل باقي مالكوها، غير طفيلي. يتراوح موسم التكاثر من مارس إلى أغسطس. يشمل عرض التودد انحناء الزوجين مع فتح الذيل على نطاق واسع، ويتم رفعه بشكل مستقيم ليبدو كالمروحة المفتوحة. يتم نفش الريش ويتبع الانحناء رفع الرأس عالياً مع إبقاء المنقار للأعلى لبضع ثوانٍ. يتم إبقاء المناقير مفتوحة أثناء العرض ويصدر الزوجان أصوات طقطقة. العش عبارة عن طبق واسع من الأغصان يوضع في شجيرة منخفضة أو شجرة ومبطن بالأوراق الخضراء. تحتوي الحضانة على بيضتين إلى ثلاث بيضات ذات لون بني مصفر شاحب مع طلاء يفقد عند غسله. يقوم كلا الجنسين بحضانة البيض ولكن الفترة غير موثقة.